# Чердињ
Чердињ (рус. Чердынь) град је у Русији у Пермском крају.

## Становништво
| 1959. | 1970. | 1979. | 1989. | 2002. | 2010. |
| ----- | ----- | ----- | ----- | ----- | ----- |
| 7.524 | 6.972 | 6.617 | 6.535 | 5.756 | 4.920 |